# Freycinetia urvilleana
Freycinetia urvilleana är en enhjärtbladig växtart som beskrevs av Jacques Bernard Hombron, Jacquinot och Joseph Decaisne. Freycinetia urvilleana ingår i släktet Freycinetia och familjen Pandanaceae. Inga underarter finns listade.